# Thylactus zuberhoferi
Thylactus zuberhoferi es una especie de escarabajo longicornio del género Thylactus, tribu Xylorhizini, subfamilia Lamiinae. Fue descrita científicamente por Thomson en 1878.

## Descripción
Mide 23-30 milímetros de longitud.

## Distribución
Se distribuye por Camerún, Costa de Marfil, Gabón, Ghana y República Democrática del Congo.